# Frédéric Petit
Frédéric Petit (Saint-Maur-des-Fossés, 6 maggio 1975) è un pilota motociclistico francese ritiratosi dall'attività agonistica.
Anche suo fratello, Jimmy Petit, ha gareggiato come pilota professionista.

## Carriera
Nel 1993 e nel 1995 ottiene due titoli nazionali francesi di velocità in classe 125 e negli stessi anni partecipa, sempre nella stessa classe anche al campionato Europeo Velocità, ottenendo rispettivamente un ottavo e un secondo posto.
Per quanto riguarda le competizioni del motomondiale, esordisce nella stagione 1994, in classe 125 con una Yamaha, finendo in zona punti solamente nel Gran Premio motociclistico d'Olanda e giungendo al 33º posto nella classifica stagionale. Corre poi un altro Gran Premio nel motomondiale 1995 con una Honda senza andare a punti.
Dalla stagione 1996 le sue partecipazioni diventarono più regolari e, grazie ad una serie di piazzamenti si è classificato diciannovesimo nel 1996 e decimo nelle due annate successive. Nel 1999 corre quattordici Gran Premi con una Aprilia, terminando al venticinquesimo posto con nove punti.

## Risultati nel motomondiale
| 1994 | Classe | Moto   |    |     |    |    |    |    |    |     |     |    |    |     |     |    |  |  | Punti | Pos. |
| ---- | ------ | ------ | -- | --- | -- | -- | -- | -- | -- | --- | --- | -- | -- | --- | --- | -- |  |  | ----- | ---- |
| 1994 | 125    | Yamaha | 22 | Rit | 23 | 16 | 24 | 17 | 14 | Rit | Rit | 24 | 21 | Rit | Rit | 22 |  |  | 2     | 33º  |

| 1995 | Classe | Moto  |  |  |  |  |  |  |  |     |  |  |  |  |  |  |  |  | Punti | Pos. |
| ---- | ------ | ----- |  |  |  |  |  |  |  | --- |  |  |  |  |  |  |  |  | ----- | ---- |
| 1995 | 125    | Honda |  |  |  |  |  |  |  | Rit |  |  |  |  |  |  |  |  | 0     |      |

| 1996 | Classe | Moto  |    |    |    |    |     |    |    |    |     |    |    |    |     |    |    |  | Punti | Pos. |
| ---- | ------ | ----- | -- | -- | -- | -- | --- | -- | -- | -- | --- | -- | -- | -- | --- | -- | -- |  | ----- | ---- |
| 1996 | 125    | Honda | 11 | 15 | 20 | 18 | Rit | 13 | 11 | 15 | Rit | 15 | 18 | 10 | Rit | 14 | 12 |  | 28    | 19º  |

| 1997 | Classe | Moto  |   |    |    |   |    |   |   |     |   |   |   |    |    |    |     |  | Punti | Pos. |
| ---- | ------ | ----- | - | -- | -- | - | -- | - | - | --- | - | - | - | -- | -- | -- | --- |  | ----- | ---- |
| 1997 | 125    | Honda | 9 | 10 | 13 | 9 | 10 | 5 | 9 | Rit | 4 | 9 | 9 | 15 | 10 | 14 | Rit |  | 83    | 10º  |

| 1998 | Classe | Moto  |    |   |    |   |   |   |   |   |    |    |    |    |    |    |  |  | Punti | Pos. |
| ---- | ------ | ----- | -- | - | -- | - | - | - | - | - | -- | -- | -- | -- | -- | -- |  |  | ----- | ---- |
| 1998 | 125    | Honda | 11 | 7 | 11 | 8 | 6 | 8 | 8 | 8 | NP | 10 | 11 | 15 | 14 | 13 |  |  | 78    | 10º  |

| 1999 | Classe | Moto    |     |    |     |    |    |    |    |     |    |  |    |     |    |    |    |    | Punti | Pos. |
| ---- | ------ | ------- | --- | -- | --- | -- | -- | -- | -- | --- | -- |  | -- | --- | -- | -- | -- | -- | ----- | ---- |
| 1999 | 125    | Aprilia | Rit | 20 | Rit | 15 | 18 | 13 | 15 | Rit | NP |  | 16 | Rit | 19 | 18 | 20 | 12 | 9     | 25º  |

| Legenda | 1º posto        | 2º posto            | 3º posto            | A punti      | Senza punti        | Grassetto – Pole position Corsivo – Giro più veloce |
| Legenda | Gara non valida | Non qual./Non part. | Ritirato/Non class. | Squalificato | '-' Dato non disp. | Grassetto – Pole position Corsivo – Giro più veloce |